# Premier partage de la Pologne
Pour un article plus général, voir Partages de la Pologne.

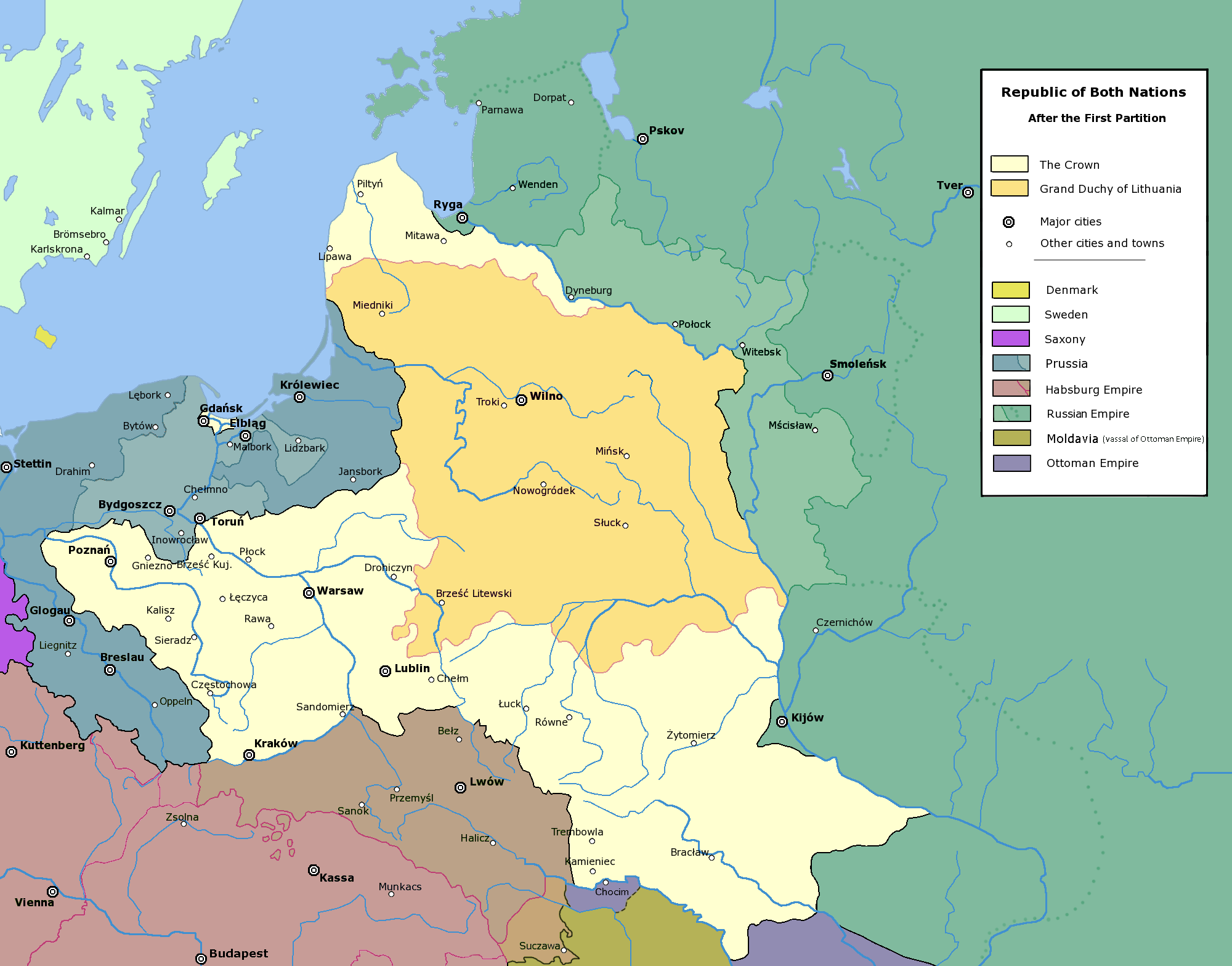
La république des Deux Nations après le premier partage en 1773.

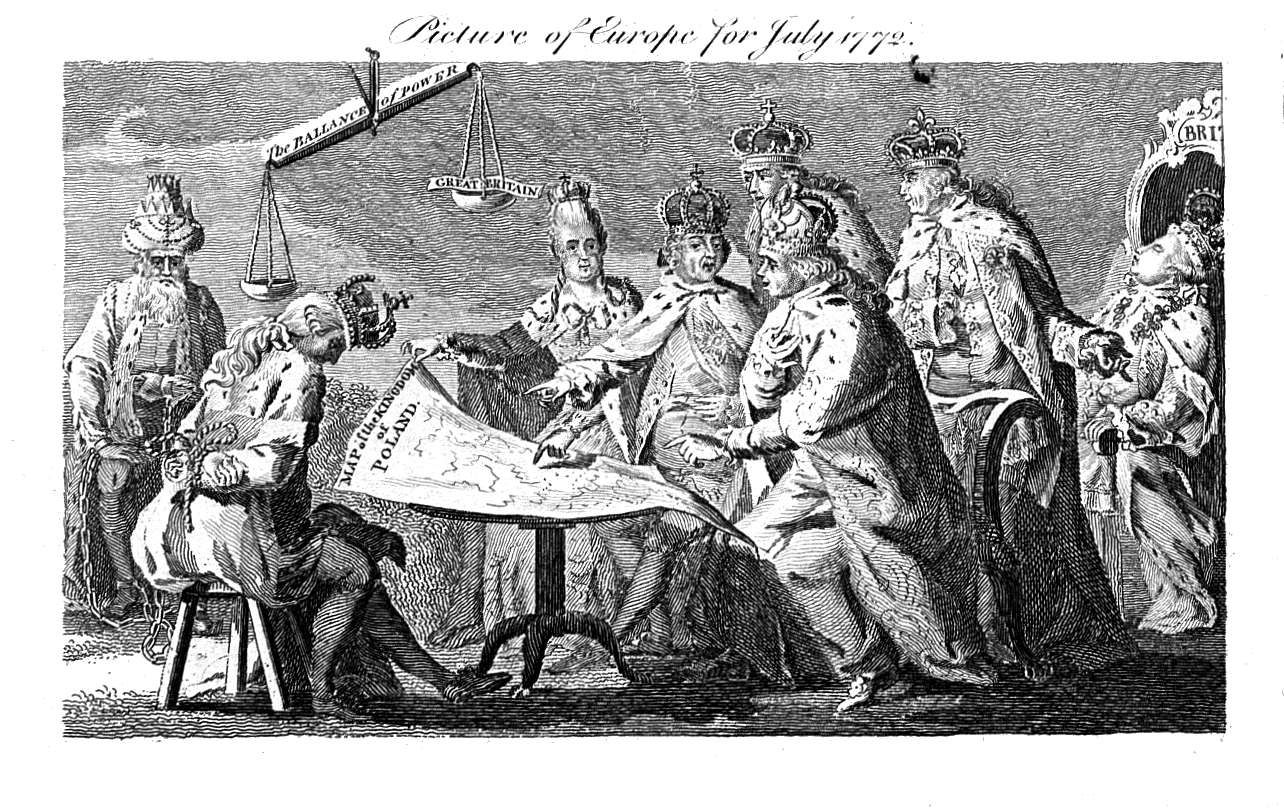
Carte de l'Europe en juillet 1772, œuvre satirique anglaise.

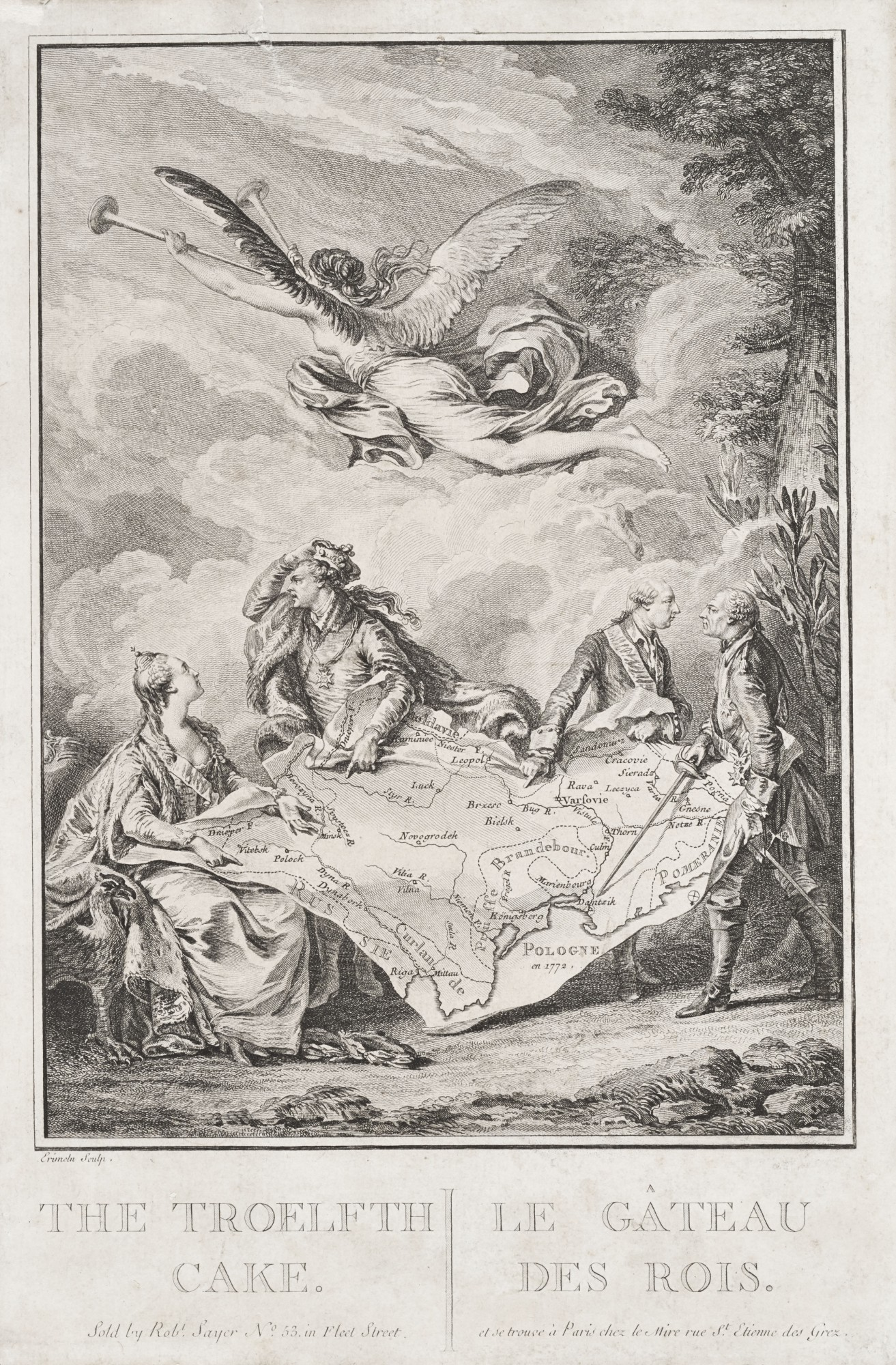
Le Gâteau des Rois, œuvre allégorique du français Jean-Michel Moreau le Jeune pour le premier partage de la Pologne.

Le premier partage de la Pologne a lieu en 1772 et est le premier des trois partages qui ont mis fin à l'existence de la république des Deux Nations en 1795. La croissance de la puissance de l'Empire russe, menaçant le royaume de Prusse et l'empire des Habsbourg-Lorraine, a été le principal motif de ce premier partage. Frédéric II de Prusse conçut ce partage comme un moyen d'empêcher l'Autriche, jalouse des succès russes contre l'Empire ottoman, de se mettre en guerre. Les terres de la république des Deux Nations, y compris celles déjà contrôlées par la Russie, seront réparties entre ses voisins plus puissants — l'Autriche, la Russie et la Prusse — afin de rétablir l'équilibre des forces en Europe entre ces trois pays. La Pologne est incapable de se défendre efficacement, et avec des troupes étrangères déjà installées à l'intérieur du pays, le parlement polonais (Sejm) est obligé de ratifier le partage en 1773 lors de sa convocation par les trois puissances.

## Contexte

### La Pologne de 1697 à 1763
Au cours de la fin du XVIIe siècle et du début du XVIIIe siècle, la république des Deux Nations passe du statut de puissance européenne majeure à celui de protectorat russe, le tsar de Russie influençant de manière très efficace le choix du monarque pendant les « élections libres » du pays et décidant de l'issue d'une grande partie de la politique intérieure de la Pologne, par exemple lors de la diète de Repnine, d'après le nom de l'ambassadeur russe qui présida officieusement les débats,.
Le premier partage est le résultat de l'affaiblissement progressif de la Pologne après la grande guerre du Nord (1700 – 1721) et la guerre de Succession de Pologne (1733 – 1738), en raison de la faiblesse d'Auguste II le Fort et de ses successeurs. Auguste II, également électeur de Saxe, tente de mettre fin à la monarchie élective en Pologne pour imposer le principe dynastique dans le royaume, mais cela provoque de sérieux affrontements avec une grande partie de l'aristocratie polonaise, désireuse de conserver le contrôle complet sur le choix du monarque de la république des Deux Nations comme ils avaient pu le faire jusqu'alors en utilisant le liberum veto. Auguste II atteint son but et son fils Auguste III de Pologne monte sur le trône en 1734 mais cela ne peut se faire sans le soutien militaire de la Russie dans la guerre de Succession de Pologne, renforçant l'emprise russe sur la République.
Les soulèvements cosaques continuent en Ukraine à la fin du XVIIe siècle et au début du XVIIIe siècle, montrant crûment l'incapacité de la Pologne à contrôler ses territoires en Ukraine occidentale, ce qui provoque l'intervention russe dans cette région. Le développement de la Russie au cours du règne de Pierre le Grand (1689-1725) est quelque chose que la monarchie polonaise ne peut empêcher par suite des dissensions internes de l'aristocratie polonaise qui provoquent un affaiblissement des institutions à un moment où leurs voisins (Prusse, Autriche et Russie) augmentent rapidement leur puissance. Pour aggraver les choses, la désastreuse guerre du Nord contre la Suède cause de grandes destructions en Pologne et en Lituanie, quand le territoire de la république des Deux Nations est envahi par les troupes suédoises de Charles XII.
La féroce bataille entre le roi Auguste le Fort et l'aristocratie polonaise a créé une division progressive et profonde du pays, dans lequel les parties en conflit n'ont aucune difficulté et aucun scrupule à trouver un soutien alternatif à l'étranger. Il faut y ajouter la volonté de la Prusse d'étendre son territoire après la fin de la guerre de Sept Ans (1756-1763) qui a mis en évidence la puissance russe et la faiblesse politique et militaire de la Pologne, laquelle a dû accepter sur son territoire la présence des troupes de la tsarine Élisabeth. En conséquence, l'influence politique et économique de l'Empire russe a vassalisé la république des Deux Nations au profit de la Russie.

### L'élection de Stanislas Poniatowski
L'aboutissement de cet état de fait arrive quand les pressions et les pots-de-vin russes aboutissent, à la mort d'Auguste III en octobre 1763, au choix par les aristocrates d'un noble ambitieux, ancien amant de la tsarine Catherine II de Russie et favorable à la Russie, comme nouveau roi, Stanislas II Poniatowski, élu roi en septembre 1764. Après cela, le Sejm (Parlement) polonais commence à voter des lois en faveur des intérêts russes au cours des sessions de 1766 et 1767, garantissant les privilèges de la szlachta et la faiblesse politique du monarque, le fait le plus frappant du pays. Dans de nombreux cas, les aristocrates polonais agissent sous la combinaison de trois facteurs : le désir de préserver leurs privilèges, les pots-de-vin versés par les ambassadeurs russes et la crainte d'un renforcement du pouvoir royal.

### La Confédération de Bar

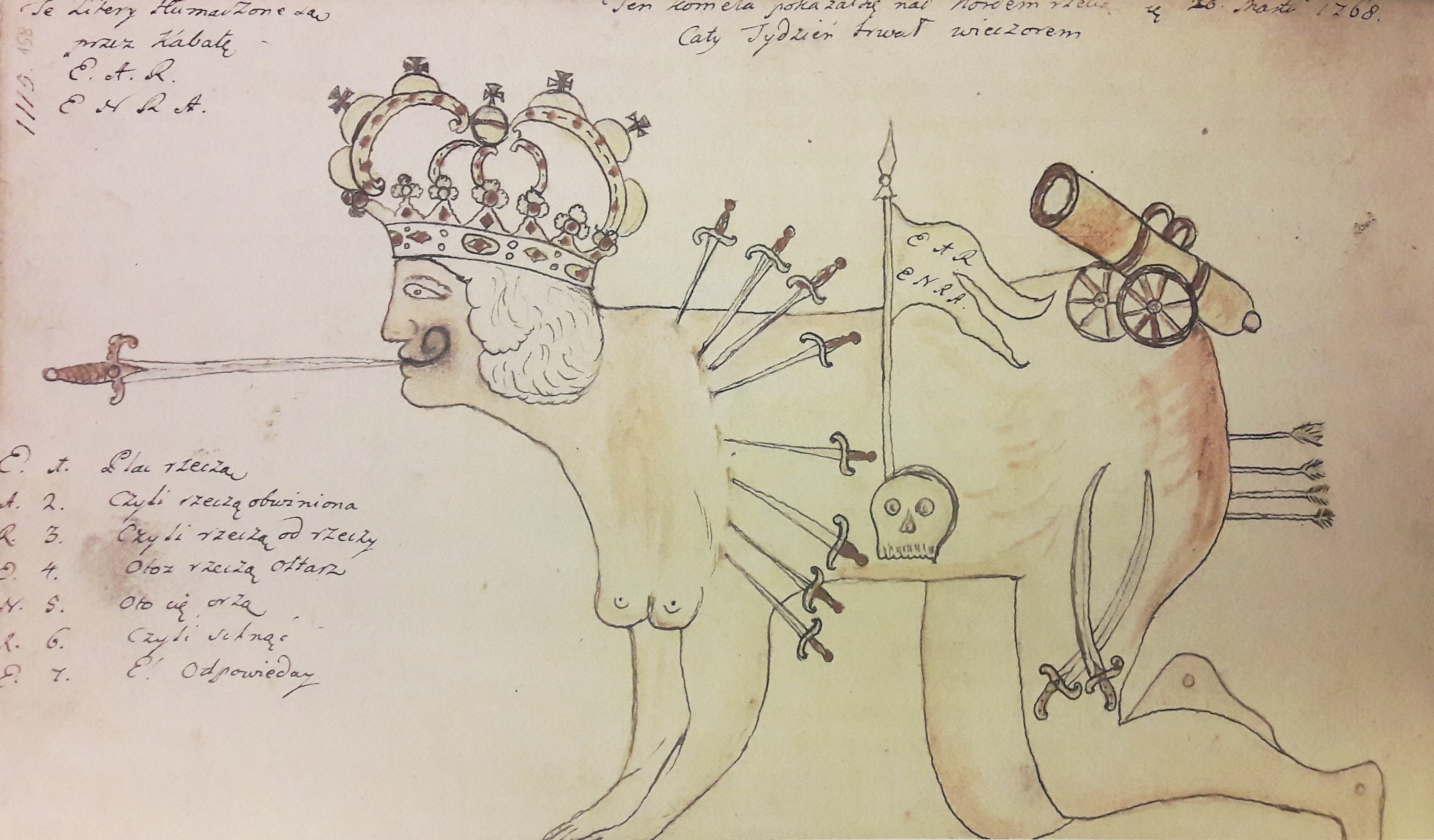
Caricature de Catherine II de Russie, un dessin du journal de Silva Rerum pour les années 1768-1772 concernant la confédération de Bar

Cependant, en 1769, un groupe d'aristocrates réformateurs polonais crée la Confédération de Bar pour s'opposer au roi Stanislas II, qu'ils considèrent comme un dirigeant faible, sans volonté d'indépendance et en lutte contre l'influence russe en Pologne, et bientôt la Confédération de Bar s'empare militairement de plusieurs forteresses et villes remettant en cause l'autorité du monarque. Les autres grands aristocrates polonais, s'opposant à la Confédération, demandent encore une fois le soutien financier et militaire de la Russie et de la Prusse, tandis que les Confédérés demandent l'aide de l'Autriche, ce qui donne à tous ces pays un prétexte « légitime »  pour une intervention militaire.

### L'intervention étrangère et la partition du royaume
Le premier partage a lieu après que l'équilibre des puissances a basculé en Europe à la suite des premières victoires russes contre les Ottomans lors de la Guerre russo-turque de 1768-1774 renforçant la Russie et mettant en danger les intérêts de la Maison de  Habsbourg-Lorraine dans cette région (en particulier en Moldavie et en Valachie). À ce stade, l'empereur commence à envisager une guerre contre la Russie,.
La France, pays ami de la Russie et de l'Autriche, propose une série d'ajustements territoriaux, l'Autriche recevant certaines régions de la Silésie prussienne, et la Prusse, recevant à son tour l'Ermeland polonais et le Duché vassal de Courlande et de Semigalle - déjà sous contrôle allemand. Si le roi Frédéric II de Prusse n'a aucune intention d'abandonner la Silésie gagnée récemment au cours des Guerres de Silésie, il est cependant intéressé par une solution pacifique car son alliance avec la Russie (en) risque de l'attirer dans une guerre potentielle avec l'Autriche et la guerre de Sept Ans a ruiné les finances et l'armée prussiennes. Il a aussi intérêt à protéger l'Empire ottoman, qui pourrait être avantageusement utile en cas de guerre de la Prusse, soit contre la Russie, soit contre l'Autriche. Le frère de Frédéric, le prince Henri, passe l'hiver de 1770-1771 comme représentant de la cour de Prusse, à Saint-Pétersbourg.
L'Autriche ayant annexé 13 villes de la région hongroise de Szepes en 1769 (en violation du traité de Lubowla, signé en 1412 entre la Pologne et la Hongrie), Catherine II de Russie et son conseiller Ivan Tchernychev suggèrent au prince prussien de réclamer des terres polonaises, comme l'Ermeland. Après avoir été informé de la proposition par son frère, Frédéric suggère une partition de la région frontalière polonaise par l'Autriche, la Prusse et la Russie, la plus grande part allant à la partie la plus fragilisée par les récents changements dans l'équilibre du pouvoir, à savoir l'Autriche. Ainsi Frédéric tente d'encourager la Russie à diriger son expansion vers les régions faibles et non-fonctionnelles de la Pologne, au lieu de l'empire ottoman. Le comte von Kaunitz-Rietberg, chancelier autrichien, propose pour sa part que la Prusse prenne des terres à la Pologne en échange de l'abandon de la Silésie à l'Autriche, mais ce plan est rejeté par Frédéric.
Bien que depuis quelques décennies (depuis l'époque de la « Diète silencieuse »), la Russie considère la Pologne comme son protectorat, la Pologne a tout de même connu une guerre civile dans laquelle les forces de la confédération de Bar ont tenté de s'opposer au contrôle russe sur la Pologne. La récente révolution Koliyivschyna (en) des paysans et cosaques ukrainiens a également affaibli la position polonaise. En outre, le roi Stanislas II, pourtant soutenu par les Russes, est considéré à la fois comme trop faible et trop indépendant d'esprit. Finalement la Russie considère que garder la Pologne sous son protectorat n'a plus beaucoup d'intérêt. Les trois gouvernements justifient officiellement leur action comme une compensation pour les troubles de voisinage et l'anarchie polonaise (la Confédération de Bar fournit une excuse commode), mais en fait les trois pays sont intéressés par des gains territoriaux.
Alors que la Russie occupe les provinces danubiennes, le prince Henri convainc Frédéric et l'empereur Joseph II du Saint-Empire que l'équilibre des forces serait mieux maintenu par une division tripartite de la république des Deux Nations que par l'annexion par la Russie d'une partie du territoire ottoman. L'impératrice-douairière Marie-Thérèse, qui gouverne conjointement avec son fils, ne se rallie à cette solution que par réalisme politique.
Sous la pression de la Prusse, qui depuis longtemps veut annexer la province polonaise septentrionale de Prusse royale, les trois puissances conviennent d'une première partition de la Pologne. C'est aussi pour éviter une possible alliance austro-ottomane écartée seulement de façon symbolique par l'Autriche, qui aurait préféré recevoir plus de territoires ottomans dans les Balkans, une région depuis longtemps convoitée par l'Autriche. Les Russes se retirent également de Moldavie pour être loin de la frontière autrichienne. Une tentative de la Confédération de Bar de kidnapper le roi Stanislas II le 3 novembre 1771 donne aux trois cours un autre prétexte pour mettre en avant  « l'anarchie polonaise » et le besoin de ses voisins d'intervenir pour « sauver » le pays et ses habitants.

## Début du partage
Déjà en 1769-1771, l'Autriche et la Prusse ont occupé certains des territoires frontaliers polonais, l'Autriche prenant le comté de Szepes en 1769-1770 et la Prusse incorporant le territoire de Lauenburg et Bütow. Le 19 février 1772, l'accord de partition est signé à Vienne. Un précédent accord entre la Prusse et la Russie avait été signé à Saint-Pétersbourg le 6 février de la même année. Au début du mois d'août, les troupes russes, prussiennes et autrichiennes entrent simultanément dans la République et occupent les provinces convenues entre elles. Le 5 août, les trois parties signent le traité sur leurs gains territoriaux aux dépens de la Pologne.
Les régiments de la Confédération de Bar, dont le Conseil exécutif avait été contraint de quitter l'Autriche (qui, auparavant, l'avait soutenue) après que ce pays eut rejoint l'alliance prusso-russe, ne déposent pas les armes. Beaucoup de forteresses résistent aussi longtemps qu'elles le peuvent ; le château de Wawel à Cracovie tombe seulement à la fin du mois d'avril, ; la forteresse de Tyniec (en) tient jusqu'à la fin de juillet 1772 ; Częstochowa, commandée par Kazimierz Pulaski, tiendra jusqu'à la fin août,. À la fin, la Confédération de Bar est défaite, ses membres sont en fuite à l'étranger ou sont déportés en Sibérie par les Russes.

## Répartition des territoires
Le traité de partage (traité de Saint-Pétersbourg) est ratifié par les signataires le 22 septembre 1772. C'est un succès majeur pour Frédéric II de Prusse,. La Prusse reçoit le plus petit territoire, mais cette région est riche et développée, de plus, elle est stratégiquement importante. La Prusse occupe la plus grande partie de la Prusse royale, y compris l'Ermeland, permettant de créer une continuité territoriale entre la Prusse-Orientale et le Brandebourg. La Prusse annexe également les régions du nord de la Grande-Pologne le long de la Noteć (district de Netze), et le nord de la Cujavie, mais pas les villes de Dantzig (Gdańsk) et Thorn (Toruń). Les territoires annexés par la Prusse forment une nouvelle province prussienne appelée Prusse-Occidentale. Globalement, la Prusse a gagné 36 000 km2 et environ 600 000 habitants. Selon Jerzy Surdykowski, Frédéric le Grand inaugure une politique de germanisation des territoires acquis en y introduisant rapidement des colons allemands. Selon Christopher Clark, 54 pour cent de la superficie et 75 pour cent de la population urbaine étaient déjà des protestants de langue allemande, renforçant a posteriori le bien-fondé du partage aux yeux des historiens nationalistes allemands. Les nouveaux territoires relient la Prusse à l'Allemagne proprement dite et sont d'une importance économique majeure. En s'emparant du nord-ouest de la Pologne, la Prusse a coupé la Pologne de la mer, et pris le contrôle de plus de 80 % du commerce extérieur de la république des deux Nations. Grâce à la perception d'énormes droits de douane, la Prusse a accéléré la chute inévitable de la confédération polono-lituanienne.
Malgré les critiques sur le partage émises par l'impératrice Marie-Thérèse d'Autriche,,, Wenzel Anton Graf Kaunitz considère la part autrichienne comme suffisante ; alors que l'Autriche est la moins intéressée des trois puissances par le partage, elle reçoit la plus grande partie de la population polonaise et la deuxième plus grande superficie de terres soit (83 000 km2 et 2 650 000 habitants). L'Autriche reçoit Zator et Auschwitz (Oświęcim), une partie de la Petite-Pologne comprenant les comtés de Cracovie et de Sandomierz (avec les mines de sel de Bochnia et de Wieliczka), et l'ensemble de la Galicie, moins la ville de Cracovie.
La Russie reçoit la plus grande superficie, mais la zone la moins importante économiquement, dans le nord. Par ce « document diplomatique », la Russie entre en possession des territoires polonais situés à l'est de la ligne formée par la Dvina, la Drout et la Dniepr, cette partie de la Livonie qui était restée sous le contrôle de la Pologne, et de la Biélorussie comprenant les comtés de Vitebsk, Polotsk et Mstislavl. La Russie a gagné 92 000 km2 et 1,3 million d'habitants, et réorganise ses terres nouvellement acquises dans le gouvernement de Iekaterinoslav et celui de Moguilev.
Par cette première partition, la Pologne-Lituanie a perdu environ 211 000 km2 (30 % de son territoire, qui était à l'époque d'environ 733 000 km2), et une population de quatre à cinq millions de personnes (environ un tiers de sa population de 14 millions avant la partition),.

## Conséquences

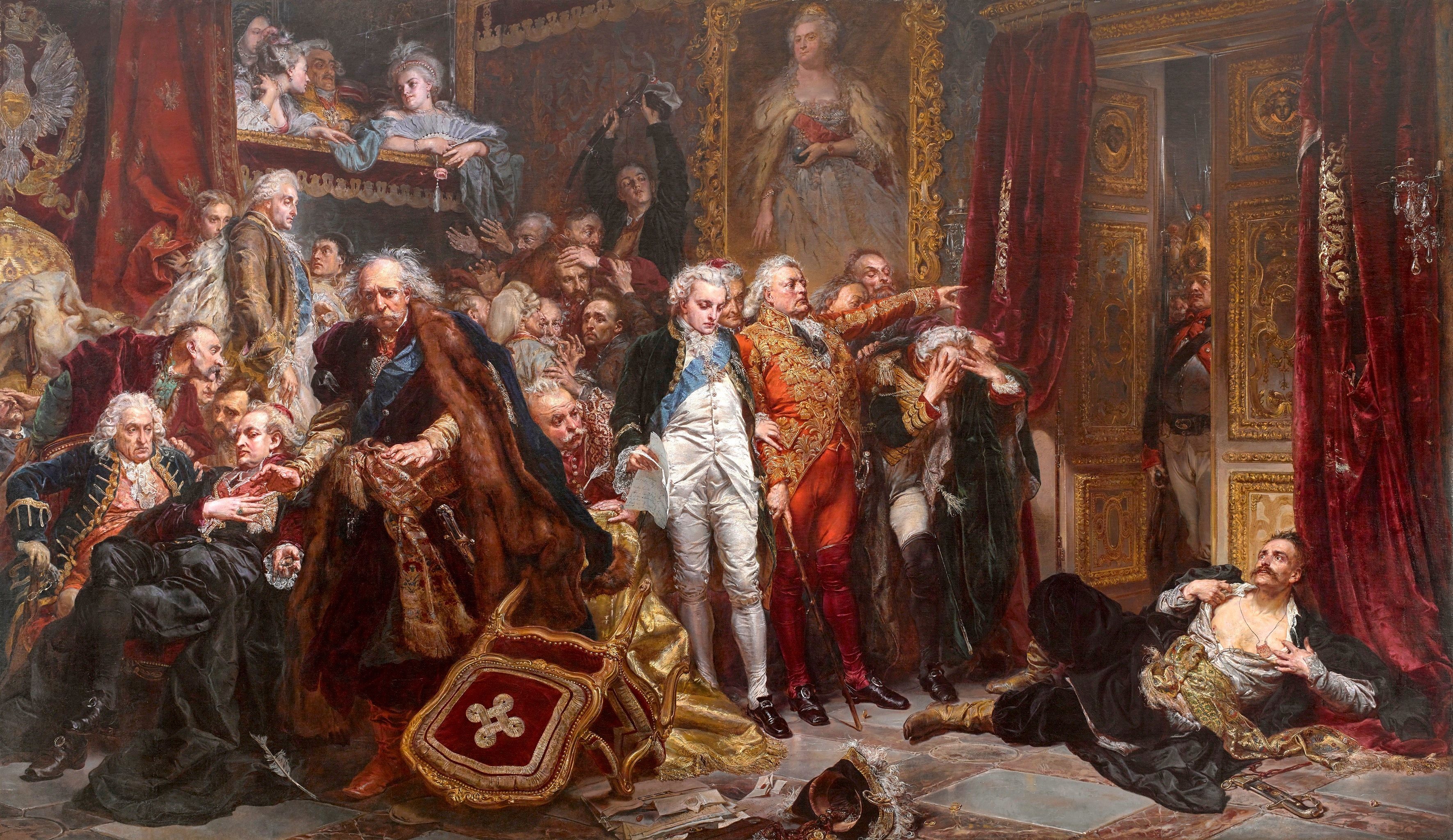
Rejtan - La chute de la Pologne, huile sur toile par Jan Matejko, 1866, 282 x 487 cm, Palais royal de Varsovie.

Après avoir occupé leurs territoires respectifs, les puissances d'occupation exigent que le roi Stanislas II et la Diète approuvent leur action. Le roi fait appel aux nations d'Europe occidentale pour l'aider et fait traîner la convocation de la Diète. Les puissances européennes réagissent à ce partage avec une grande indifférence. Seules quelques voix — comme celle d'Edmund Burke — s'élèvent contre ces faits,.
Comme aucune aide ne vient et que les armées des trois pays voisins occupent Varsovie pour contraindre par la force des armes à la convocation de l'assemblée, il n'existe pas d'autre solution possible pour sauver le reste du pays qu'une soumission passive à leur volonté. Les sénateurs qui refusent cette démarche sont menacés par les Russes, représentés par leur ambassadeur, Otto von Stackelberg, qui menace Varsovie de destruction en cas de refus. Ils mettent à exécution d'autres menaces comme la confiscation de propriétés, l'augmentation des territoires confisqués. Selon Edward Henry Lewinski Corwin (en), certains sénateurs sont même arrêtés par les Russes et exilés en Sibérie.
Les assemblées régionales (sejmiks (en)) refusent d'élire les députés à la Diète et, avec de grandes difficultés, au moins la moitié des représentants vient assister à la séance dirigée par les maréchaux de la Diète, Michał Hieronim Radziwiłł et Adam Poninski (en). Ce dernier en particulier est l'un des nombreux nobles polonais soudoyés par les Russes et exécutant leurs ordres,. Cette session de la Diète est connue sous le nom de Diète de Partition. Afin d'éviter la perturbation de la Diète par le biais du liberum veto et la défaite de l'envahisseur, Poninski entreprend de transformer la Diète ordinaire en Sejm confédérées, où la règle majoritaire prévaut. En dépit des efforts d'individus comme Tadeusz Rejtan (en), Samuel Korsak (pl) et Stanisław Bohuszewicz (pl) pour l'empêcher, la loi est votée avec l'aide de Poninski, Radziwill, et des évêques Andrzej Młodziejowski (en), Ignacy Jakub Massalski, et Antoni Kazimierz Ostrowski (en) (primat de Pologne), qui occupent des postes élevés au Sénat polonais. La Diète élit un comité de trente membres pour répondre aux diverses questions présentées. Le 18 septembre 1773, le comité signe officiellement le traité de cession, renonçant à toute plainte de la République pour les territoires perdus.

### Sources
- (en) « Partitions of Poland ». Encyclopædia Britannica Online. Consulté le 8 juin 2011.